# Gil Letelier
Ricardo "Gil" Letelier Velasco (Santiago de Chile, 1 de septiembre de 1895-15 de agosto de 1933), fue un jinete chileno, impulsor del rodeo chileno en su forma competitiva. En honor a él, el principal club de huasos de Santiago de Chile se llama "Club de Huasos Gil Letelier", este es el club que encabeza la Parada Militar de Chile todos los años y se encarga de ofrecer el tradicional brindis de «chicha en cacho» a las autoridades presentes.

## Primeros años de vida
Era hijo del senador por Talca Ricardo Letelier Silva y de Margarita Velasco Urzúa. Abandonó sus estudios de derecho para dedicarse a la agricultura en las propiedades de su padre en Pelarco y Colchagua. Su hermana Graciela casó con el presidente Carlos Ibáñez del Campo en 1927. En Pelarco aún está la casa de los Letelier, que fuera visitada muy a menudo por Ibáñez del Campo.

### Matrimonio e hijos
Casó con Olga Pardo Arancibia, dejó descendencia en Ricardo, Olga y Max. El primogénito mantuvo el amor de su padre por los deportes chilenos.

## La vida en el fundo San Joaquín
En el fundo San Joaquín, predio agrícola de propiedad de su padre, situado al oriente de Rancagua, en la ribera norte del río Cachapoal, pasó los momentos más importantes y de mejor recuerdo de su vida.
En aquel lugar llegó para instalarse definitivamente, cuando después de haber cursado algunos años de derecho, decidió que su verdadera vida estaba en el campo, y aun cuando era un ferviente admirador de su padre, exitoso abogado y político, la fuerza de la tierra, de sus animales y en especial de los caballos, pudo más y tomó la que según decía fue la decisión más inteligente de su vida. En San Joaquín se criaron los hijos de Gil Letelier y los primeros años de estudio.
En su corta vida, Gil Letelier llegó a ser querido y respetado por los más importantes y connotados agricultores del país, por sus grandes condiciones humanas, deportivas y extraordinaria habilidad y destreza en el manejo del caballo. Desgraciadamente su fecunda trayectoria es corta, ya que falleció aún muy joven, a los 38 años de edad, el 15 de agosto de 1933, al regresar de Rancagua en el auto conducido por su cuñado Guillermo Pérez de Arce, quien años más tarde llegaría ser Presidente del Senado de la República. Esa noche, en una curva del camino nuevo construido por el deslinde del fundo El Cardal, sufrió un volcamiento y el auto se fue por un canal, donde Gil Letelier murió ahogado al quedar atrapado con su manta de Castilla. Cuentan que don Chuma Celis siempre lamentaba que el administrador del fundo El Cardal al percatarse del volcamiento, en vez de socorrerlos de inmediato, corrió al vecino fundo a buscar a Don Chuma, quien tomó su caballo y desesperado corrió a salvar a su querido patrón pero, ya en el agua, se percató que estaba muerto. Sin duda equivocado, él culpaba al administrador del Cardal por la demora en el socorro, pero el cariño por su patrón eran tan grande que jamás en su vida dejó de lamentar su pérdida.

## Los caballos y su arreglo
Este jinete se vanagloriada de tener entre sus piaras los caballos más arreglados de boca de su tiempo. En broma, y en el entusiasmo del rodeo, se sacaba las botas y corría un toro en presencia de sus amigos, a quienes al terminar su corrida les pedía que revisaran sus pantalones a ver si encontraban un pelo de novillo en ellos, demostrando así que con un buen caballo arreglado no se requería de protecciones.
Como reconocimiento a su calidad, en el tomo primero del Stud Book del caballo criollo, se destaca a este gran jinete en una foto montando en su yegua "Yusera".
Sus mejores caballos fueron arreglados por Tomás Celis -Don Chuma-, Egidio Urbina, Belisario Ramírez, Pepe Zabala y Bernabé Ruiz. Ellos, bajo la estricta y cuidadosa vigilancia de su patrón Gil Letelier, formaron una verdadera escuela, introduciendo una nueva técnica en el trabajo más acabado de los caballos que participan en las competencias, tanto de rodeo como de tiraduras de riendas.

## Los rodeos
Se reconoce que Gil Letelier fue un fuerte impulsor del rodeo-competencia, organizador en beneficio de las instituciones de servicio a la comunidad, en que poco a poco y a través de los años se fue transformando aquel rodeo-fiesta que surgió como celebración al término de la recolección de las cosechas, y cuyo verdadero origen data de la Colonia. No solo dedicó gran parte de sus energías a colaborar en la organización de rodeos en el fundo San Joaquín, sino que también y activamente colaboró en la organización y el desarrollo de los rodeos de Machalí, Rengo, Hospital, San Vicente de Tagua Tagua y otros.
En todos ellos compitió montado en caballos extraordinariamente arreglados, como "Yusera" o "Lucana" (del criadero Adolfo Luco), y su propia hermana la "Solapa". Respecto de la primera aún se recuerda que después de la muerte de Gil Letelier y al efectuarse el remate de sus caballos, la yegua fue subastada en el año 1933 en la suma de $22.700.- por don Evaristo Urrutia, suma equivalente al valor de un predio agrícola de la zona central. Se dice que la "Yusera" no solo era la mejor yegua para tiraduras en riendas y rodeos de la época, sino que además había sido ganadora de exposiciones, por ello Evaristo Urrutia no solo representaba un interés en la yegua, sino que además existían fuertes razones afectivas y emotivas, fundadas en el recuerdo de Gil Letelier, por lo cual el hijo de Gil Letelier le hizo entrega también de las medallas ganadas por la yegua y su legendario jinete.
El "Churrasco", caballo castrado, y la "Mi Negra", ambos arreglados por don Chuma Celis, eran otras de las famosas piaras en que corría y tiraba en riendas Gil Leletier. La yegua "Mi Negra" en un remate fue adquirida también en un gran precio por Alejo Núñez. Esta yegua había sido criada por Tobías Labbé y fue madre de la yegua "Villoslada", la que fue llevada a España por un rico empresario maderero español avecindado en Chile, Domingo Hernández.